# Najada (luna)
Najada (grško Ναϊάδ-ες: Naiades) je Neptunu najbližji naravni satelit.

## Odkritje in imenovanje
Luno Najado je odkrila  skupina Voyager imaging Team septembra leta 1989. Takrat je dobila začasno ime S/1989 N 6. 
Odkritje je bilo objavljeno 29. septembra. Ime je dobila  16. septembra 1991  po Najadi iz grške mitologije .

## Lastnosti
Luna Najada ima zelo nepravilno obliko. Verjetno se od njenega nastanka njena oblika ni spremenjala z notranjimi geološkimi procesi. Izgleda kot, da je nastala z združevanjem delcev nekega Neptunovega satelita, ki je razpadel zaradi motenj, ki jih je povzročala luna Titan  kmalu potem, ko je bil ta zajet v tirnico z veliko izsrednostjo.

Luna Najada kroži samo 23.500 km nad zgornjimi Neptunovimi oblaki. Njena tirnica je malo pod sinhrono tirnico, zaradi tega se zaradi plimskih sil upočasnjuje in bo prišla v neptunovo atmosfero.Možno je tudi, da bo razpadla v obroč, ko bo prešla Rocheevo mejo. Njena gostota je verjetno dovolj nizka, da je že sedaj blizu Rochejeve meje.

## Raziskovanja
Med poletom sonde Voyager 2 mimo Neptuna so naredili nekaj posnetkov luna Najade. Pozneje so raziskovali Najado s pomočjo teleskopov na površini Zemlje in s pomočjo Vesoljskega teleskopa Hubble. Sistem Neptuna so opazovali tudi s pomočjo adaptivne optike na Observatoriju Keck. Pri tem so opazili štiri največje notranje lune. Odkrili so luno Talasa, vendar Najade niso opazili  (Hubblov teleskop lahko zazna tudi nebesna telesa, ki so težje opazna kot Voyager 2). Predvidevajo, da je to zaradi napak v efemeridah Najade.